# عنصر تحفيز انزياح الإطار لفيروس كورونا

التسلسل المحفوظ والبنية الثنوية المتنبئ بها الخاصة عنصر تحفيز انزياح الإطار لفيروس كورونا 3 لفيروس كورونا.

عنصر تحفيز انزياح الإطار الخاص بفيروس كورونا (بالإنجليزية: Coronavirus frameshifting stimulation element)‏ هي حلقة جذعية منحفظة للرنا تتواجد في فيروسات كورونا ويمكنها تحفيز انزياح الإطار الريبوسومي. تتآثر بنى الرنا هذه مع منطقة مع الاتجاه لتشكيل بنية عقدة كاذبة، تختلف المنطقة تبعا للفيروس لكن من المعروف أن تكوُّن العقدة الكاذبة يحث على انزياح الإطار. في الحالة الكلاسيكية، يكون تسلسلٌ طوله 32 نوكليوتيد مع الاتجاه بالنسبة للجذع مكملا لجزء من الحلقة. في فيروسات كورونا أخرى، يمكن أن تتآثر حلقة جذعية أخرى مع الاتجاه طولها حوالي 150 نوكليوتيد مع أفراد من هذه العائلة لتشكيل حلقة جذعية مقبلة [الإنجليزية].
من عائلات الرنا الأخرى التي تم تحديدها في فيروسات كورونا: النمط المماثل للحلقة الجذعية 2 لمغم 3' لفيروس كورونا (s2m)، إشارة تجميع فيروس كورونا والعقدة الكاذبة لمغم 3' لفيروس كورونا.